# Куул енд дъ Генг
„Куул енд дъ Ганг“ (на английски: Kool & the Gang) е американска поп група от град Джърси Сити, щата Ню Джърси.
Нейният стил съчетава поп, джаз, фънк, соул и арендби. Има над 20 издадени албума, от които са продадени над 70 милиона копия. Печели награда „Грами“ през 1979 година.